# Blåbjergs kommun
Blåbjergs kommun (danska: Blåbjerg Kommune eller Blaabjerg Kommune) var en kommun i Ribe amt i västra Danmark. Sedan 2007 ingår den i Varde kommun.